# سيفاكا مكلل
سيفاكا مكلل (الاسم العلمي: Propithecus diadema) (بالإنجليزية: Diademed Sifaka)‏ هي نوع من الحيوانات تتبع جنس السيفاكا من الفصيلة الإندرية. السيفاكا المكلل من أنواع السيفاكا المهددة بالانقراض، يستوطن في الغابات المطيرة بشرق مدغشقر. هذا النوع هو أحد أكبر أنواع الليمورات الحية بطول تقريبي 105 سم نصفه في الذيل.